# ابن عبدوس
صاعد بن بشر بن عبدوس أبو المنصور الطبيب. لم تحدد الموسوعات أو كتب تأريخ العلوم لابن عبدوس تاريخ ميلاد أو وفاة، وإنما ذكرت القرن الذي عاش فيه. عاش في القرن الرابع الهجري - العاشر الميلادي.
ولد ابن عبدوس ونشأ ببغداد، واشتغل بفصد الدم للمرضى بالبيمارستان العضدي. وظل بعمله هذا إلى أن أتم دراسته للطب وصار طبيباً معالجاً بين أطباء البيمارستان. وقد كان الأطباء المهرة بهذا البيمارستان وسواه يعالجون أكثر الأمراض مثل الفالج واللقوة وغيرهما بالأدوية الحارة تبعا لمؤلفات الأقدمين.
خالف ابن عبدوس هؤلاء الأطباء ونقل العلاج إلى الأدوية المبردة، فكان أول مَن فطن إلى تدبير العلاج بالتبريد، وصار يعالج مرضاه بالفصد وبالتبريد والترطيب ومنع المريض من تناول الطعام. ونجح ابن عبدوس بعلاجه الجديد لمرضاه وذاعت شهرته، وصار رئيساً للبيمارستان العضدي، واعتمد عليه الملوك والأمراء في علاجهم من أمراضهم. وعندئذ منع العلاج في البيمارستان العضدي بالمعاجين الحارة، واعتمد في العلاج على مياه البذور النباتية ومن أهمها الشعير وكان الأمراء والوزراء يدعونه من كافة البلدان لعلاجهم فيما يفشل فيه الأطباء ومن أهم الأماكن التي سافر إليها الأنبار.
مرض الوزير أبو القاسم المغربي وهو بالأنبار بمرض القولنج واشتد عليه المرض فلازم الحمام، ولم يفلح معه الأطباء بالأدوية الحارة، وسعى ابن الوزير في طلب ابن عبدوس، فلبى ابن عبدوس الطلب وسافر إلى الأنبار فوجد الوزير يشكو من شدة العطش، ويكثر من الدخول إلى الحمام، فطلب ابن عبدوس كوباً مثلجاً وسقاه له فاسترد أنفاسه وراح يسقيه ثلاثة أيام ماء الشعير، وكان الوزير خلال هذه الأيام بين اليقظة والنوم إلى أن برئ في اليوم الثالث. فقال الوزير لمن حوله عندما برئ تماماً: طوبى لمن سكن بغداد.
وقد اهتم ابن عبدوس اهتماماً خاصاً بالترياق وتركيبه. ومن بين مركباته التي اهتم بها الكافور. وقد عالج ابن عبدوس كذلك الخليفة المرتضي بالله من لدغة عقرب، وكان يؤمن بأثر الأعشاب الطبية ويلجأ إليها في علاج الأمراض الشديدة مثل السكتة الدموية. وابن عبدوس هو أول طبيب عربي يكتب عن علاج مرض السكر. وله في الطب كتابين وضع فيهما خلاصة تجربته العملية هما: مرض المراقية ومداواته ومرض الديابيطس ومداواته.